# Lijst van grote Spaanse steden
Dit is een lijst van grote steden in Spanje en metropolen. Het inwonertal is gebaseerd op cijfers van 1 januari 2024 voor de steden en 2022 voor de metropolen.

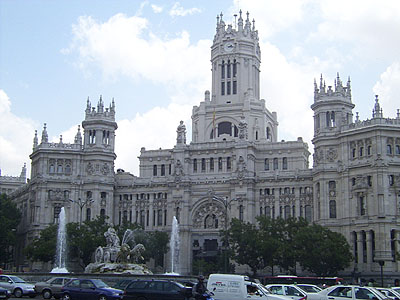
Madrid
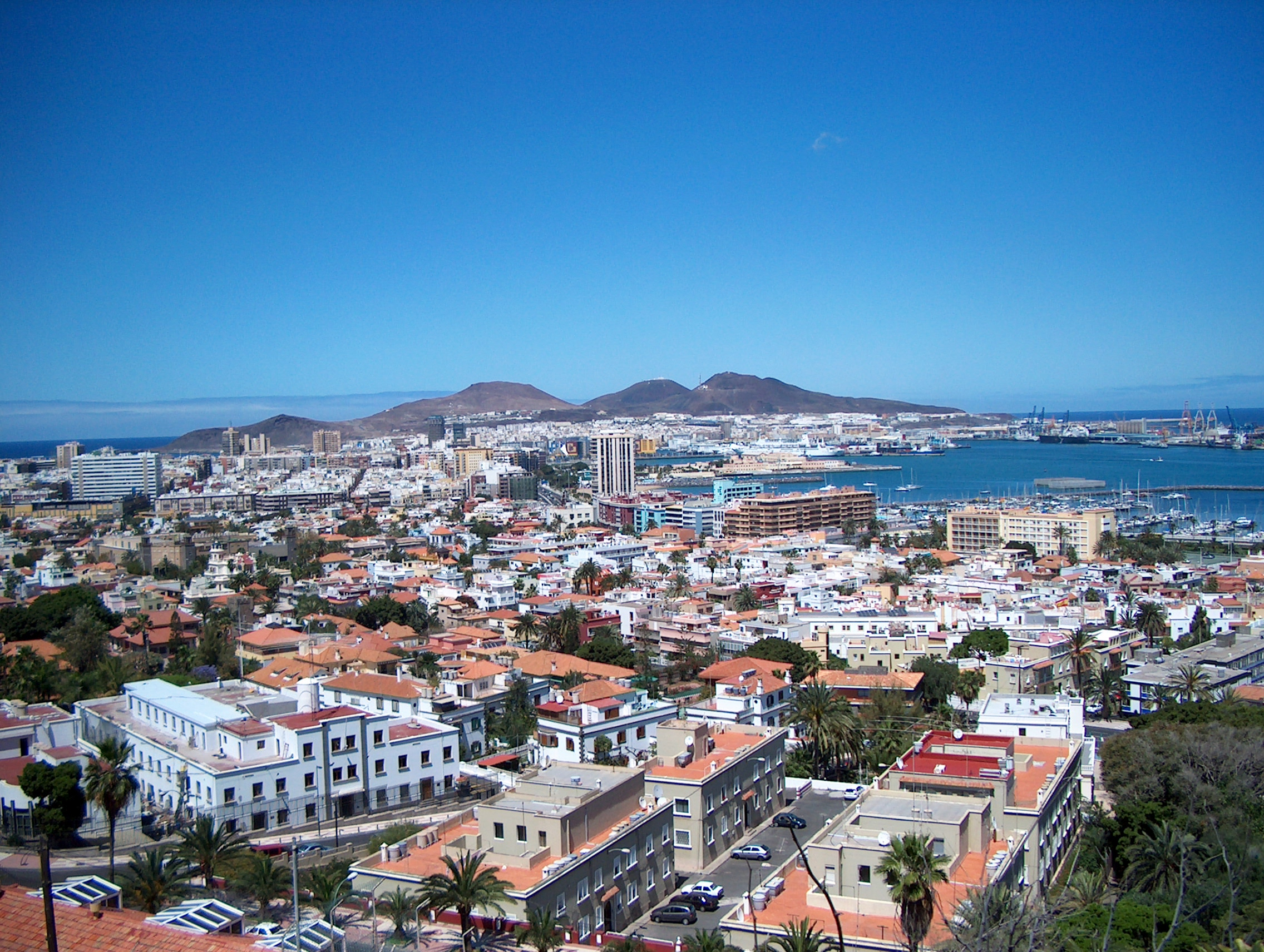
Las Palmas de Gran Canaria
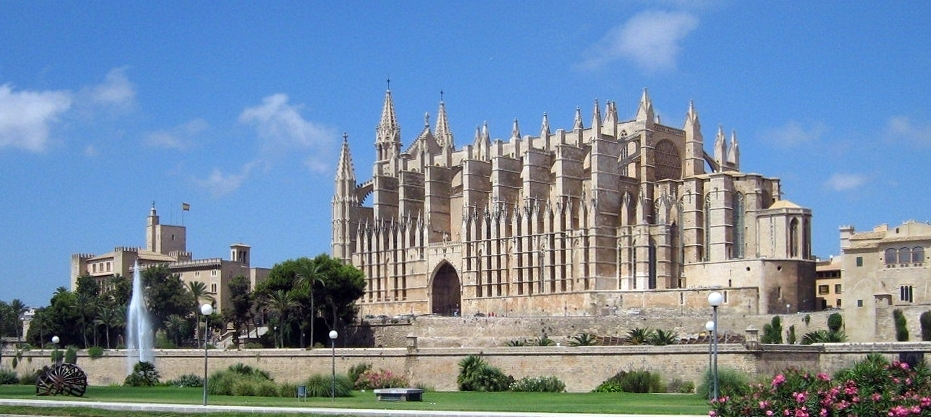
Palma de Mallorca

## Lijst van Spaanse steden met meer dan 100.000 inwoners
| Rang | Naam                       | Gemeente Inw. 2024 | Metropool              | Autonome regio       |
| ---- | -------------------------- | ------------------ | ---------------------- | -------------------- |
| 1    | Madrid                     | 3.422.416          | Madrid                 | Comunidad de Madrid  |
| 2    | Barcelona                  | 1.686.208          | Barcelona              | Catalonië            |
| 3    | Valencia                   | 824.340            | Valencia               | Comunidad Valenciana |
| 4    | Zaragoza                   | 686.986            | Zaragoza               | Aragón               |
| 5    | Sevilla                    | 686.741            | Sevilla                | Andalusië            |
| 6    | Málaga                     | 592.346            | Málaga                 | Andalusië            |
| 7    | Murcia                     | 471.982            | Murcia                 | Regio van Murcia     |
| 8    | Palma                      | 438.234            | Palma                  | Balearen             |
| 9    | Las Palmas                 | 383.516            | Las Palmas             | Canarische Eilanden  |
| 10   | Alicante                   | 358.608            | Alicante-Elche         | Comunidad Valenciana |
| 11   | Bilbao                     | 347.342            | Bilbao                 | Baskenland           |
| 12   | Córdoba                    | 324.902            | Córdoba                | Andalusië            |
| 13   | Valladolid                 | 299.816            | Valladolid             | Castilië en León     |
| 14   | Vigo                       | 295.523            | Vigo-Pontevedra        | Galicië              |
| 15   | Hospitalet de Llobregat    | 282.299            | Barcelona              | Catalonië            |
| 16   | Gijón                      | 270.219            | Asturias               | Asturië              |
| 17   | Vitoria-Gasteiz            | 257.407            | Vitoria                | Baskenland           |
| 18   | A Coruña (La Coruña)       | 249.255            | A Coruña               | Galicië              |
| 19   | Elx (Elche)                | 242.317            | Alicante-Elche         | Comunidad Valenciana |
| 20   | Granada                    | 233.532            | Granada                | Andalusië            |
| 21   | Tarrasa                    | 228.294            | Barcelona              | Catalonië            |
| 22   | Badalona                   | 226.219            | Barcelona              | Catalonië            |
| 23   | Sabadell                   | 221.564            | Barcelona              | Catalonië            |
| 24   | Oviedo                     | 220.027            | Asturias               | Asturië              |
| 25   | Cartagena                  | 219.235            | Campo de Cartagena     | Regio van Murcia     |
| 26   | Jerez de la Frontera       | 214.844            | Bahía de Cádiz-Jerez   | Andalusië            |
| 27   | Móstoles                   | 213.268            | Madrid                 | Comunidad de Madrid  |
| 28   | Santa Cruz                 | 210.486            | Santa Cruz de Tenerife | Canarische Eilanden  |
| 29   | Pamplona                   | 208.243            | Pamplona               | Navarra              |
| 30   | Almería                    | 201.946            | Almería                | Andalusië            |
| 31   | Alcalá de Henares          | 199.804            | Madrid                 | Comunidad de Madrid  |
| 32   | Leganés                    | 193.934            | Madrid                 | Comunidad de Madrid  |
| 33   | Getafe                     | 191.560            | Madrid                 | Comunidad de Madrid  |
| 34   | Fuenlabrada                | 190.496            | Madrid                 | Comunidad de Madrid  |
| 35   | Donostia-San Sebastián     | 188.487            | San Sebastián          | Baskenland           |
| 36   | Castelló de la Plana       | 179.861            | Castellón              | Comunidad Valenciana |
| 37   | Burgos                     | 176.551            | Burgos                 | Castilië en León     |
| 38   | Alcorcón                   | 174.740            | Madrid                 | Comunidad de Madrid  |
| 39   | Albacete                   | 174.073            | Albacete               | Castilië-La Mancha   |
| 40   | Santander                  | 173.635            | Santander-Torrelavega  | Cantabrië            |
| 41   | San Cristóbal de La Laguna | 160.855            | Santa Cruz de Tenerife | Canarische Eilanden  |
| 42   | Marbella                   | 159.054            | n.v.t.                 | Andalusië            |
| 43   | Badajoz                    | 151.146            | Badajoz                | Extremadura          |
| 44   | Logroño                    | 150.845            | Logroño                | La Rioja             |
| 45   | Lleida                     | 144.878            | Lérida                 | Catalonië            |
| 46   | Salamanca                  | 144.458            | Salamanca              | Castilië en León     |
| 47   | Huelva                     | 143.526            | Huelva                 | Andalusië            |
| 48   | Torrejón de Ardoz          | 141.047            | Madrid                 | Comunidad de Madrid  |
| 49   | Tarragona                  | 141.018            | Tarragona-Reus         | Catalonië            |
| 50   | Dos Hermanas               | 140.463            | Sevilla                | Andalusië            |
| 51   | Parla                      | 134.876            | Madrid                 | Comunidad de Madrid  |
| 52   | Mataró                     | 130.887            | Barcelona              | Catalonië            |
| 53   | Algeciras                  | 125.047            | Bahía de Algeciras     | Andalusië            |
| 54   | León                       | 122.866            | León                   | Castilië en León     |
| 55   | Alcobendas                 | 121.446            | Madrid                 | Comunidad de Madrid  |
| 56   | Santa Coloma de Gramenet   | 120.903            | Barcelona              | Catalonië            |
| 57   | Jaén                       | 111.945            | Jaén                   | Andalusië            |
| 58   | Cádiz                      | 111.180            | Bahía de Cádiz-Jerez   | Andalusië            |
| 59   | Reus                       | 109.961            | Tarragona-Reus         | Catalonië            |
| 60   | Roquetas de Mar            | 108.348            | n.v.t.                 | Andalusië            |
| 61   | Girona                     | 106.476            | n.v.t.                 | Catalonië            |
| 62   | Orense                     | 104.725            | n.v.t.                 | Galicië              |
| 63   | Telde                      | 103.587            | Las Palmas             | Canarische Eilanden  |
| 64   | Baracaldo                  | 101.869            | Bilbao                 | Baskenland           |
| 65   | Rivas-Vaciamadrid          | 101.637            | Madrid                 | Comunidad de Madrid  |

## Lijst van grootste Spaanse metropolen
| Rang | Naam           | Inw. 2022 | Opp. km2 | Aantal gemeenten | Autonome regio       |
| ---- | -------------- | --------- | -------- | ---------------- | -------------------- |
| 1    | Madrid         | 6.258.131 | 2.890,1  | 52               | Comunidad de Madrid  |
| 2    | Barcelona      | 5.207.691 | 3.271,5  | 165              | Catalonië            |
| 3    | Valencia       | 1.580.659 | 628,8    | 45               | Comunidad Valenciana |
| 4    | Sevilla        | 1.312.739 | 1529,2   | 24               | Andalusië            |
| 5    | Málaga         | 1.014.595 | 817,4    | 8                | Andalusië            |
| 6    | Bilbao         | 900.420   | 504,0    | 35               | Baskenland           |
| 7    | Asturias       | 787.400   | 1.462,9  | 18               | Asturië              |
| 8    | Zaragoza       | 754.877   | 2.295,4  | 15               | Aragón               |
| 9    | Alicante-Elche | 720.111   | 683,3    | 6                | Comunidad Valenciana |
| 10   | Murcia         | 679.542   | 1.230,9  | 10               | Regio van Murcia     |